# Harnwegsobstruktion
Die Harnwegsobstruktion (oder Harnobstruktion) ist eine Behinderung (Obstruktion) des Harnabflusses auf dem Weg von der Niere über die Harnblase in die Harnröhre zur Blasenentleerung.
Eine Harnwegsobstruktion kann zu Schmerzen, Harnwegsinfekten, Verlust der Nierenfunktion, Sepsis oder zum Tode führen.

## Klassifikation
Allgemein wird unterschieden zwischen
- oberer Harnwegsobstruktion (Nieren, Harnleiter, Uretermündung in die Harnblase)
  - Ureterabgang
  - Gefäßüberkreuzung (Arteria iliaca communis oder Arteria iliaca externa)
  - Uretermündung
- unterer Harnwegsobstruktion
  - Harnblase einschließlich Blasenhals (Blasenhalsobstruktion)
  - infravesikale Harnwegsobstruktion, z. B. Harnröhrenklappe, Harnröhrenstriktur

## Pathologie
Tritt die Abflussbehinderung bereits früh während der Embryonalentwicklung auf, entwickelt sich eine (urorenale) Nierendysplasie mit VUR, bei späterem Auftreten während der Schwangerschaft meist ohne Reflux. Auch vorübergehende Obstruktion wie bei Prune-Belly-Syndrom oder Megazystis-Megaureter-Syndrom (MCMUS) führt zum gleichen Ergebnis. Das sich daraus ergebende Oligohydramnion veranlasst mitunter eine Lungenhypoplasie.
Tritt die Abflussbehinderung erst nach der Geburt auf, sind die Nieren normal ausgebildet mit besseren Heilungsaussichten.

## Einteilung und Ursachen
Unterschieden werden kann zwischen:
- angeborener Form (primärer Obstruktion) (bei Fehlbildungen)
  - Ureterabgangsstenose
  - Uretermündungsstenose
  - aberrierende Gefäße (Fraley-Syndrom, Ureterabgangsstenose, retrokavaler oder retroiliakaler Ureter)
  - persistierende untere Hohlvene
  - Ureterklappen
  - Ureterozele
  - Megaureter
  - ektop mündender Ureter
  - Urethralklappe
- erworbener Form (sekundärer Obstruktion), die sich erst im Verlauf z. B. aufgrund von Steinen, Tumoren, Strikturen, anatomischen Auffälligkeiten oder Entzündungen entwickelt
  - Prostatavergrößerung
  - Harnröhrenstriktur
  - Kompression durch Aneurysma der Aorta abdominalis oder der Arteria iliaca communis
  - Retroperitonealfibrose
  - Megaureter
  - Neurogene Blase

## Veterinärmedizin
Harnwegsobstruktionen können auch bei Tieren vorkommen, am häufigsten sind kastrierte Kater betroffen. Auslöser sind zumeist Harnsteine, die zu einer Verlegung der Harnröhre führen.